# Ханювченко, Владимир Иванович
Владимир Иванович Ханювченко (укр. Володимир Іванович Ханювченко; род. 11 марта 1952, Северодонецк) — заслуженный тренер Украины (подводный спорт).

## Карьера
Уроженец Северодонецка. В детстве занимался плаванием — выполнил норматив кандидата в мастера спорта.
По окончании Львовского государственного института физкультуры и спорта распределился в город Коммунарск, однако со временем попросил открепление в Северодонецк, где как раз в 1972 году открылась ДЮСТШ водных видов спорта «Садко».
После триумфа команды УССР на Спартакиаде народов СССР 1986 года В. И. Ханювченко занял пост тренера сборной СССР, ставшей одним из мировых лидеров в этом виде спорта. А его воспитанники — Сергей Волков, Андрей Коленов, Дина Бондаренко — одерживали победы на чемпионатах мира и Европы.
После распада СССР некоторое время подводный спорт имел трудные времена. Благодаря таким энтузиастам как Владимир Ханювченко подводное ориентирование на Украине сохранилось и возродилось. Александр Золотов, Екатерина Сеничкина, Алексей Ераксимов, Елена Ямпольская, Фёдор Семиряжко, Денис Куликов — это далеко не полный перечень воспитанников ДЮСТШ водных видов спорта «Садко», сумевших громко заявить о себе на международной арене уже под флагом сборной Украины.
В конце 2010 года В. И. Ханювченко возглавил отдел по делам семьи, молодежи и спорта, покинув пост директора ДЮСТШ.
В октябре 2008 года получил награду «За заслуги перед Северодонецком». В мае 2012 года был избран почётным гражданином Северодонецка.